# Václav Králíček (politik)
Václav Králíček (18. září 1922 - ???) byl český a československý politik Československé strany socialistické a poslanec Sněmovny lidu Federálního shromáždění za normalizace.

## Biografie
K roku 1971 se profesně uvádí jako vedoucí provozu Státních lesů. Ve volbách roku 1971 tehdy zasedl do Sněmovny lidu (volební obvod č. 65 - Most-Chomutov, Severočeský kraj). Ve Federálním shromáždění setrval do konce funkčního období, tedy do voleb v roce 1976.